# Bahnhof Sarralbe

Der Bahnhof Sarralbe war der Bahnhof der Stadt Sarralbe (1871–1918 und 1940–1944 Saaralben) im französischen Département Moselle in der Region Grand Est (bis 2015 Lothringen).

## Geschichte und Beschreibung
Im Zuge der Inbetriebnahme der Bahnstrecke Berthelming–Sarreguemines wurde der Bahnhof im Jahr 1872 eröffnet. Nach der Annexion dieses Teils Lothringens durch das Deutsche Reich nach dem Deutsch-Französischen Krieg gingen Strecke und Bahnhof unter der Regie der Reichseisenbahnen in Elsaß-Lothringen in Betrieb. Am 1. November 1881 kam die Bahnstrecke Champigneulles–Sarralbe und am 1. Mai 1895 die Bahnstrecke Kalhausen–Sarralbe hinzu, wodurch Sarralbe zunächst zum Trennungs- und dann zum Kreuzungsbahnhof wurde. Im acht Kilometer entfernten Kalhausen wurde die Bahnstrecke Mommenheim–Sarreguemines erreicht.
Nach der deutschen Niederlage im Ersten Weltkrieg wurden Strecke und Bahnhof am 9. Juni 1919 der französischen Administration des chemins de fer d’Alsace et de Lorraine (AL) unterstellt. Jene ging am 1. Januar 1938 in der Staatsbahn SNCF auf, ehe nach der erneuten Annexion durch das Deutsche Reich im Zweiten Weltkrieg die Deutsche Reichsbahn die Bahnanlagen bis zur Befreiung Frankreichs übernahm. Danach gehörte der Bahnhof wieder zur SNCF.
Am 31. Mai 1970 endete der Personenverkehr in Richtung Champigneulles. Diese 1895 zweigleisig ausgebaute, später zwischen Rech und Sarralbe auf ein Gleis zurückgebaute Strecke wurde 1991 stillgelegt. Die Strecke nach Sarreguemines wurde am 31. August 1989 stillgelegt, Züge zwischen Sarrebourg und Sarreguemines über Berthelming, Sarre-Union und Sarralbe nahmen fortan den Umweg über Kalhausen. Im Jahr 1998 gab es auf dieser Relation fünf tägliche Zugpaare des TER Lorraine. Ab Januar 2008 wurde die TER-Linie 18 auf den Laufweg Sarre-Union-Sarreguemines verkürzt, am 22. Dezember 2018 der Personenverkehr zwischen Sarre-Union und Kalhausen via Sarralbe eingestellt. Grund hierfür waren die Reduzierung der Streckenhöchstgeschwindigkeit auf 20 km/h (Richtung Sarre-Union) bzw. 40 km/h (Richtung Kalhausen) wegen des schlechten Zustands der Gleise. Damit endete in Sarralbe – offiziell zunächst vorübergehend – der Schienenpersonenverkehr. Bis 2021 existierte auf der Strecke nach Kalhausen noch Güterverkehr, seit 2023 liegen diese Strecke und die Anlagen des Bahnhofs Sarralbe still.
Der Bahnhof befindet sich östlich der Altstadt, er liegt auf einer Höhe von 212 Meter bei Kilometer 27,546 der Strecke Berthelming–Sarreguemines. Er umfasst einen 132 Meter langen Hausbahnsteig an der Strecke nach Sarreguemines und einen 115 Meter langen Mittelbahnsteig an jener nach Kalhausen, wo sich auch ein langer ehemaliger Militärbahnsteig an zwei Stumpfgleisen mit Kopframpen befindet. Die meisten Gleise wurden abgebaut, auch das Bahnbetriebswerk ist nicht mehr vorhanden. Nach wie vor existiert das ehemalige Empfangsgebäude, das zunächst jenen der Bahnhöfe Sarre-Union und Fénétrange glich. Vermutlich um 1895 wurde es durch einen Uhrturm und einen Anbau ergänzt.